# TV Steffisburg
Der TV Steffisburg (abgekürzt TVS) ist ein in Steffisburg in der Schweiz beheimateter Handballverein. Er ist Mitglied des Schweizerischen Handball-Verbandes und verfügt über mehrere Herren- und Juniorenteams.

## Die Handballabteilung
1935 wurde zum ersten Mal im Turnverein Handball gespielt. 1959 bestritt der TV Steffisburg die erste Thuner Hallenhandballmeisterschaft in der 2. Liga. Von 1997/98 bis 2004/05 spielte Steffisburg in der zweithöchsten Liga der Schweiz, der Nationalliga B (NLB), danach zwei Jahre in der 1. Liga. In der Saison 2007/08 bis 2011/12 konnte man wieder in der NLB spielen. Danach spielte man bis zur Saison 2013/2014 drittklassig. In der Aufstiegsrunde der Saison 2013/14 erreichte der TV Steffisburg den zweiten Aufstiegsplatz vor TV Birsfelden. Seit der Saison 2014/15 spielt der Verein wieder in der NLB.